# 東京烏骨鶏
東京烏骨鶏（とうきょううこっけい）とは、東京都畜産試験場が東京特産畜産物として作出したニワトリの品種「烏骨鶏」の一系統名である。
烏骨鶏は体が小さめで飼育も容易なので、愛玩用の鶏として愛鶏家の間では知られた鶏であったが、原種烏骨鶏は産卵率が約22%であった。また、烏骨鶏の産卵数は約50〜80個であり、畜産改良して卵を年に190個程度産む品種となった。性質温順で鳴き声はあまり発さず飼育が容易である。東京うこっけい表記もある。東京烏骨鶏は、原種烏骨鶏の中で能力の高い個体を選抜し、血のつながりの遠いもの同士を掛け合わせる遠縁交配によって改良されたため、他品種との交配のない純血種の烏骨鶏である。
東京都農林水産振興財団に依れば、ブロイラーと比べるとコレステロールを下げる不飽和脂肪酸が多いことが特徴として挙げられている。
伝染病などによる全滅からの対応策として、2009年4月より伊豆大島の東京都立大島高等学校の鶏舎で農林科の生徒らが作業実習の一環として東京烏骨鶏を育てている。